# Mihnea III
Mihnea III (Radu Mihail) dit « Goian bey » est le prince de Valachie de 1658 à 1659.

## Origine
Mihnea Radu se présente comme le second fils de Radu IX Mihnea, il serait donc le dernier descendant direct de la famille des Draculești à occuper le trône de Valachie.

## Règne
Considéré comme le « fils spirituel » d'Atike Sultan, la tante du sultan contemporain Mehmed IV, Mihnéa Radu, connu à Constantinople sous le nom de « Goian bey » est nommé prince le 19 janvier 1658 avec l'appui de ses amis turcs. 
Devenu prince de Valachie il adopte le nom de Mihnea III Michel et mène une politique ambitieuse. Dans un premier temps il transforme en archiduc le titre suranné et sans aucune valeur de duc de Făgăraș et d'Amlaș en Transylvanie porté par ses prédécesseurs et adopte l'aigle bicéphale des empereurs comme armoiries. Il prend également une titulature inédite: « IO Mihail Radu cu mila lui Dumnezeu domn al Ungrovlahiei și al părților megieșite arhiduce ».
Le jour des Rameaux il traverse sa capitale valaque en « procession impériale » tenant par la bride le cheval du métropolite et il se fait couronner dans le Monastère de Radu Vodă par le patriarche Macarios III d'Antioche de passage dans la cité avec son diacre Paul d'Alep.
À l'occasion de la consécration de l'église métropolitaine de Bucarest il renoue avec une autre ancienne tradition impériale et démontre ses connaissances sur les questions de théologie. Il ose même envisager « une réforme générale de l'église » et convoque comme un empereur byzantin un concile qui tient ses séances en janvier 1659 dans l'ancienne capitale de Târgoviște. Le patriarche de Constantinople, Parthénios IV à qui les décisions sont communiquées proteste et charge le théologien Georges Koressi d'examiner ces questions.
L'« Hégémon » Mihnea III Michel est destitué par les Ottomans inquiets de sa mégalomanie en novembre 1659 et il meurt dans l'obscurité dès le 26 mars 1660 (Calendrier julien).